# نظریه اتمی
نظریهٔ اتمی (به انگلیسی Atomic theory) سنگ بنای تاریخ شیمی جدید است. درک ساختار اتمی و برهم‌کنش اتم‌ها، محور درک شیمی است. واژۀ اتم از واژۀ یونانی یحیایی به معنای تقسیم ناپذیر گرفته شده است.

## تاریخچه
تاریخچهٔ تئوری اتمی به یونانی‌های قرن ششم پیش از میلاد و به ویژه مکتب اتم‌گرایی دموکریتوس برمی گردد. هرچند ارسطو این نظریه را نپذیرفت زیرا باور داشت که ماده تا جای محدودی قابلیت تقسیم شدن به ذرات کوچکتر را دارد. در حقیقت می‌توان از این بخش با عنوان نظریه‌های اتمی اولیه یاد کرد.
رابرت بویل در کتاب شیمی‌دان شکاک در سال ۱۶۶۱ و ایزاک نیوتن در کتاب اصول در سال ۱۶۸۷ و سپس در اثری به نام نورشناخت در سال ۱۷۰۴ وجود اتم را به شکلی پذیرفتند اما تنها در اوایل قرن ۱۹ بود که جان دالتون توانست خرد شدن متناسب یک ماده را به خوبی توضیح بدهد.
دالتون تئوری خود را در ۳ بند جامع به شرح زیر بیان کرد:
1. عناصر از ذرات بسیار ریزی به نام اتم تشکیل شده‌اند. تمام اتم‌های یک عنصر یکسانند و اتم‌های عناصر مختلف، متفاوت.
2. تفکیک و اتحاد اتم‌ها، طی واکنش‌های شیمیایی رخ می‌دهد. در این واکنش‌ها، هیچ اتمی به وجود نمی‌آید یا از بین نمی‌رود و هیچ‌یک از اتم‌های یک عنصر به اتمی از عنصر دیگر تبدیل نمی‌شوند.
3. یک ترکیب شیمیایی، نتیجهٔ ترکیب اتم‌های دو یا چند عنصر است. نوع اتم‌های موجود در یک ترکیب و نسبت آن‌ها همیشه ثابت است.

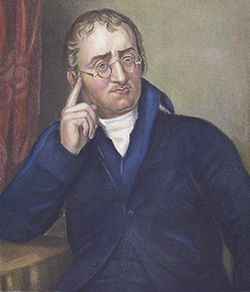
جان دالتون

نظریهٔ دالتون، در مفهوم کلی خود، هنوز هم معتبر است، اما نخستین اصل او باید اصلاح شود. دالتون بر این باور بود که تمام اتم‌های یک عنصر دارای جرم اتمی یکسانی هستند. امروزه می‌دانیم که بسیاری از عناصر دارای ایزوتوپهایی با جرم‌های اتمی متفاوت هستند؛ ولی می‌توان گفت که تمام اتم‌های یک عنصر به لحاظ شیمیایی یکسانند و اتم‌های یک عنصر با اتم‌های عناصر دیگر تفاوت دارند. به علاوه، برای اتم‌های هر عنصر می‌توان جرم اتمی میانگین به کار برد.

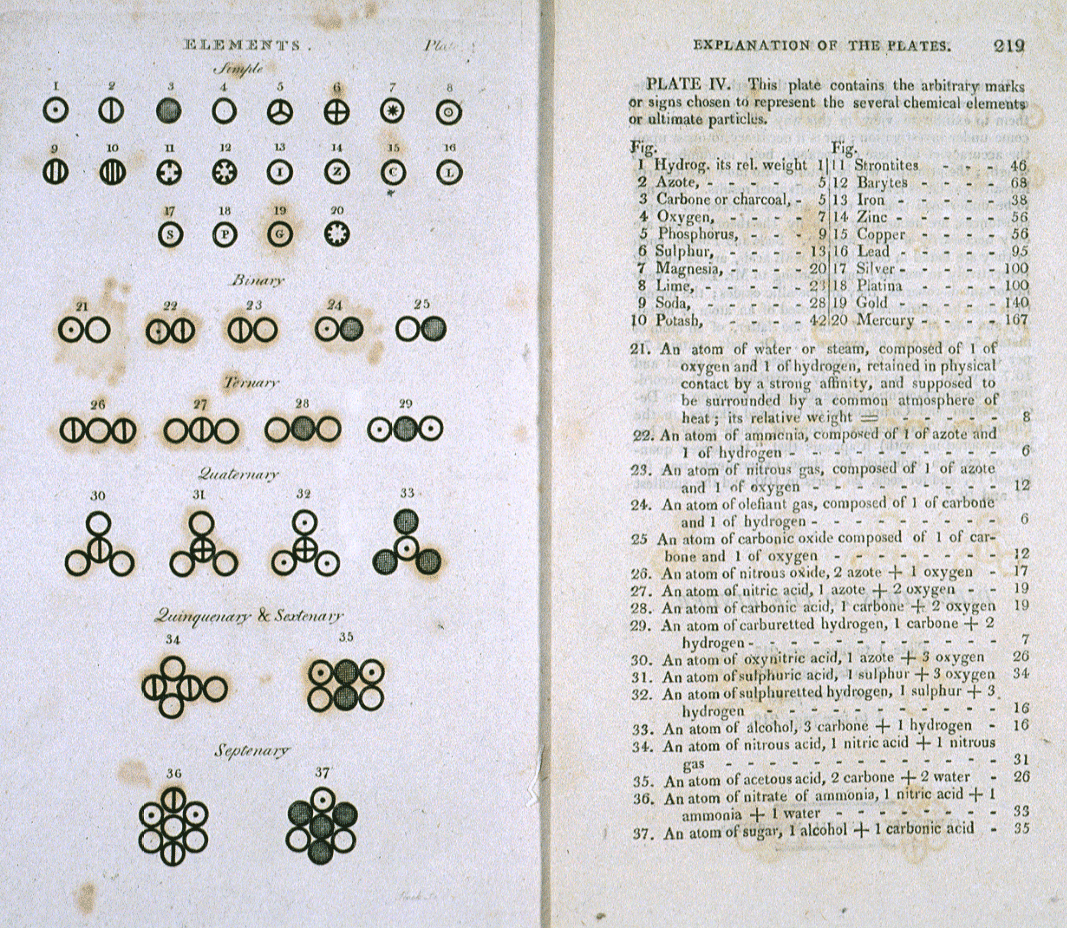
طراحی‌های مختلف دالتون از اتم

دالتون جنبه‌های کمی نظریهٔ خود را از سه قانون مربوط به تغییر شیمیایی استخراج کرد:
- قانون بقای جرم که می‌گوید طی یک واکنش شیمیایی تغییر قابل سنجشی در جرم صورت نمی‌گیرد.
- قانون نسبت‌های معین که می‌گوید یک ترکیب خالص همیشه شامل عناصر یکسان با نسبت جرمی یکسان است،یعنی عناصر با نسبت های معینی با هم ترکیب میشوند.
- قانون نسبت هاي چندگانه اگر دو عنصر بیش از یک ترکیب را به وجود آورند، نسبت جرم عناصر سازنده در هر ترکیب عددی کوچک و صحیح خواهد بود.

بر اساس این نظریه، دالتون توانست قانون سوم ترکیب شیمیایی یعنی قانون نسبت‌های چندگانه را بیان کند. بر مبنای این قانون، هنگامی که دو عنصر A و B بیش از یک جسم تشکیل دهند، نسبت مقادیری از A که در این اجسام با مقدار ثابتی B ترکیب شده‌است، اعداد صحیح و کوچکی خواهد بود. برای مثال اگر نیتروژن و اکسیژن به شکلی با هم ترکیب شوند که یک بار {\displaystyle {\ce {NO2}}} و بار دیگر {\displaystyle {\ce {N2O4}}}تولید نمایند، نسبت وزنی اکسیژن که با مقدار نیتروژن ثابتی ترکیب شده‌است، ۲ به ۱ خواهد بود. البته معایب این نظریه این بود که با آن نمی‌توانست ماهیت‌های الکتریکی و پرتوزایی ماده را توضیح داد.
دالتون باور داشت که تئوری اتمی وی می‌تواند دلیل جذب نسبت‌های متفاوتی از گازها توسط آب را توضیح دهد. مثلاً وی دریافته بود که آب دی‌اکسید کربن را بسیار بهتر از نیتروژن جذب می‌کند؛ بنابراین حدس زد که این امر نتیجه جرم بیشتر و بزرگ‌تر بودن مولکول {\displaystyle {\ce {C2O}}}نسبت به {\displaystyle {\ce {N2}}}می‌باشد.
وی سپس در سال ۱۸۰۵ نخستین فهرست از وزن‌های نسبی اتمی را برای برخی مواد ارائه داد اما روش محاسبات خود را به درستی شرح نداد. اما تامس تامسون یکی از نزدیکان وی در سال ۱۸۰۷ در ویرایش سوم کتاب سامانه شیمیایی روش‌های دالتون را توضیح داد. سپس خود دالتون در بین سال‌های ۱۸۰۸ تا ۱۸۱۰ در کتاب سامانه ای نو از فلسفه شیمی این مسئله را توضیح داد.
وی با مرجع قرار دادن اتم هیدروژن به عنوان یکا، وزن‌های اتمی سایر اتم‌ها را با توجه به نسبت جرمی که آن‌ها با هم ترکیب می‌شوند تخمین زده بود. اما این مطلب که برخی اتم‌ها مثلاً {\displaystyle {\ce {O2}}} در حالت خالص به صورت مولکولی یافت می‌شوند را از قلم انداخته بود. به علاوه او به اشتباه تصور می‌کرد که ساده‌ترین حالت ترکیب بین دو عنصر همواره ترکیب یک اتم از هر کدام است؛ بنابراین مولکول آب را به اشتباه {\displaystyle {\ce {HO}}}تصور نموده بود و نه {\displaystyle {\ce {H2O}}}. همین فرض غلط به علاوه عدم دقت ابزار مورد استفاده او نتایج به دست آمده را توأم با خطا نموده بود. برای مثال در سال ۱۸۰۳ اعلام نمود که اتم‌های اکسیژن ۵/۵ برابر اتم‌های هیدروژن وزن دارند. زیرا او این میزان را با تکیه بر فرضی که گفته شد و پس از اندازه‌گیری ۵/۵ گرم اکسیژن به ازای هر گرم هیدروژن در یک نمونه آب گزارش داد. سپس با افزایش دقت محاسبات خود در سال ۱۸۰۶ به این نتیجه رسید که وزن اتمی اکسیژن ۷ برابر هیدروژن است. در همین زمان دانشمندان دیگری به این نتیجه رسیده بودند که اکسیژن ۸ برابر سنگین تر از هیدروژن است. در حالیکه امروز با در نظر گرفتن فرمول درست آب {\displaystyle {\ce {H2O}}}می‌دانیم که اتم اکسیژن ۱۶ برابر از هیدروژن سنگین تر است.
آمپروکلس

## مدل اتمی تامسون
بعد از آن نظریه‌هایی توسط جوزف جان تامسون طی آزمایش‌هایی بر روی پرتو کاتدی که به نظریه کیک کشمشی یا هندوانه‌ای مشهور است، منتشر شد. بر طبق مدل تامسون:
- - الکترون‌ها در محیطی ابرگونه از جنس بار مثبت پراکنده شده‌اند.
  - جرم فضای ابرگونه تقریباً صفر است.
  - سنگینی اتم ناشی از وجود تعداد زیاد الکترون در آن است (بیشتر جرم اتم مربوط به جرم الکترون است).

البته قابل ذکر است که تامسون بارهای مثبت را بدون جرم در نظر گرفته بود و جرم اتم توسط الکترون‌ها ایجاد می‌شد.
آزمایش مشهور صفحه طلای رادرفورد به وضوح سه بند مذکور را رد کرد و سبب شکل‌گیری مدل جدیدی برای توصیف اتم، به نام اتم هسته‌دار شد.

آزمایش صفحه طلای رادرفورد

سپس ارنست رادرفورد نظریه اتم هسته دار را مطرح کرد. پس از آن نیلز بور نظریه اتمی ای را که در مورد موارد تک الکترونی صحبت می‌کرد را بیان کرد. این نظریه با وجود برتری نسبی در مقایسه با نظریه‌های پیش از خود، به دلیل تناقض با اصل عدم قطعیت هایزنبرگ و محدودیت در توصیف سیستم‌های چند الکترونی کنار گذاشته شد. سپس توسط شرودینگر نظریه کوانتومی بر مبنای مکانیک کوانتومی و با توجه به تابع سای در معادله شرودینگر مطرح شد که بر موجی رفتار کردن الکترون پایه شده بود. ایدهٔ این نظریه (نگاه موجی به ماده) برخلاف نظریهٔ موجود در زمینهٔ اثر فوتوالکتریک بود که به نور نگاه ماده‌گرایانه داشت.

## معادله شرودینگر
اصل عدم قطعیت هایزنبرگ نشان می‌دهد که هرگونه کوششی برای گسترش الگوی بور، بی‌نتیجه است. پیش‌بینی دقیق مسیر یک الکترون در اتم غیرممکن است. اروین شرودینگر، با به کار بردن رابطه دوبروی، معادله‌ای برای توصیف الکترون بر مبنای خصلت موجی آن بیان کرد.

معادلهٔ شرودینگر، اساس مکانیک موجی است. این معادله، به صورت یک تابع موجی، سای، برای یک الکترون نوشته می‌شود. با حل این معادله برای الکترون اتم هیدروژن، تعدادی تابع موجی به‌دست می‌آید. هریک از این توابع موجی، به تراز انرژی مشخصی برای الکترون مربوط است و بیان‌گر ناحیه‌ای است که الکترون را در آن می‌توان یافت. تابع موجی یک الکترون بیان‌گر چیزی به نام اوربیتال است.

## چکیده مطالب
نظریهٔ اتمی جدید، ریشه در کارهای جان دالتون دارد که نظریهٔ خود را بر قانون بقای جرم و قانون نسبت‌های معین، استوار کرد. دالتون، قانون سوم ترکیب شیمیایی، یعنی قانون نسبت‌های چندگانه را پیشنهاد کرد.

یک اتم که کوچک‌ترین ذرهٔ یک عنصر برای ترکیب با اتم‌های سایر عناصر و تشکیل ترکیبات شیمیایی است، خود از ذرات ریز تری به نام ذرات بنیادی تشکیل شده‌است. ذرات بنیادی، یعنی الکترون، پروتون و نوترون، با استفاده از چند آزمایش کلاسیک شناسایی شدند و موقعیت آن‌ها در اتم مشخص گردید.

الکترون، بار منفی، e-، دارد، پروتون دارای بار مثبت برابر با بار الکترون اما با علامت مخالف e+ است. نوترون، بار ندارد. جرم الکترون، بسیار کوچک‌تر از جرم پروتون یا نوترون است.

پروتون‌ها و نوترون‌ها در هسته قرار دارند که مرکز اتم به‌شمار می‌رود. اندازهٔ هسته، در مقایسه با اندازهٔ کلی اتم بسیار کوچک است، اما بخش اعظم جرم اتم را تشکیل می‌دهد و (به دلیل پروتون‌هاو نوترون‌هایش) بار مثبت دارد. الکترون‌ها که بخش اعظم حجم اتم را اشغال کرده‌اند، در پیرامون هسته قرار دارند. شمار الکترون‌ها و پروتون‌های هسته در یک اتم خنثی برابر است، در نتیجه کل بار منفی برابر با کل بار مثبت است. تعداد الکترون‌های یون‌های یک اتمی (اتم‌های باردار) بیشتر از تعداد پروتون‌ها (یون‌های منفی)، یا کمتر از تعداد پروتون‌ها (یون‌های مثبت) است.

تعداد پروتون‌های موجود در هستهٔ یک اتم با عدد اتمی مشخص می‌شود. تمام اتم‌های یک عنصر، عدد اتمی یکسان دارند. موقعیت عناصر در جدول تناوبی، با عدد اتمی‌شان مشخص می‌شود.

### کتابشناسی
- عابدینی، منصور، و دیگران. شیمی ۲ و آزمایشگاه. تهران: شرکت چاپ و نشر کتب درسی ایران، ۱۳۸۸
- نجم‌زاده، محمد. المپیاد شیمی (اصول، مبانی و کاربردهای شیمی).  تهران: دانش پژوهان جوان، ۱۳۸۳
- مورتیمر، چارلز.  شیمی عمومی ۱. تهران: نشر علوم دانشگاهی، ۱۳۷۷
- خلخالی، مرتضی. معماهای ورود و خروج الکترون در اتم. تهران: مؤسسه نشر کلمه، ۱۳۷۰